# Special Operations Executive

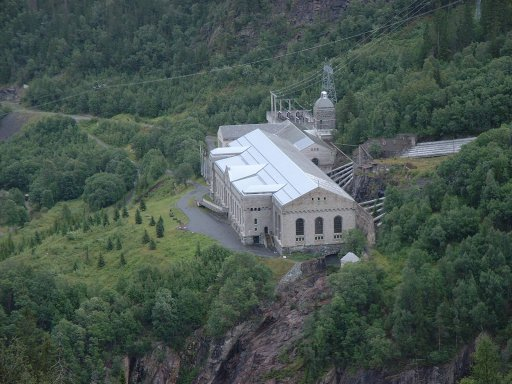
Met Operatie Freshman, Grouse en Gunnerside werd de productie van zwaar water in de waterkrachtcentrale van Vemork gesaboteerd. Het wordt beschouwd als de meest geslaagde sabotage-actie van de SOE.

Special Operations Executive, afgekort SOE, was een van zeven geheime organisaties die door de Britse regering tijdens de Tweede Wereldoorlog in Engeland werden opgericht. De organisatie werd geformeerd vanuit drie reeds bestaande geheime afdelingen. Dit waren Section D van MI6 onder bevel van majoor Lawrence D. Grand, afdeling MI R geleid door majoor J.C. Holland en de propagandasectie, Departement EH onder bevelvoering van sir Campbell Stuart, voormalig directeur van The Times.
Deze propaganda-sectie zou later worden losgemaakt van de SOE om omgevormd te worden tot de PWE, de Political Warfare Executive (een geheime organisatie die zich bezighield met witte en zwarte propaganda). De SOE kreeg van de regering in Londen de opdracht om bezet Europa in "vuur en vlam" te zetten (set Europe ablaze, uitspraak van Winston Churchill) door middel van sabotage en guerrilla-activiteiten gericht tegen de Duitse bezetter.

## Inleiding

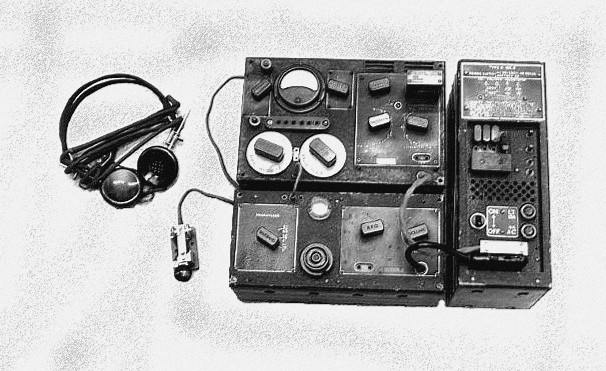
Een kortegolfzender

De SOE zond in het geheim agenten en saboteurs uit naar de landen die door nazi-Duitsland waren bezet. Agenten konden op verschillende manieren worden gedropt: via kleine boten, onderzeeboten of via vliegtuigen. De agenten moesten vaak contact leggen met het verzet en via sabotage en guerrilla het Duitse oorlogsapparaat afbreuk doen. Dat kon sabotage zijn van belangrijke energiecentrales, het opblazen van bruggen of sleutelinfrastructuur of het opblazen van installaties die voor de Duitsers van belang waren.
Dit gebeurde bij de installaties voor de ontwikkeling van een Duitse atoombom in het Noorse Vemork (bij Rjukan in de provincie Telemark), waar een SOE-eenheid (bestaande uit Noorse leden van de Linge Compagnie van de MILORG organisatie) een deel van de waterkrachtcentrale van Norsk Hydro (waar zwaar water werd geproduceerd) opbliezen. De fabriek in kwestie produceerde nog meer stoffen, zoals ammoniak voor de productie van explosieven. Een eerdere poging van de Britten hiertoe (Operation Freshman) mislukte jammerlijk. De Noren hadden een groot voordeel: zij kenden het klimaat en het landschap als geen ander en wisten onder barre Noorse omstandigheden te overleven.
De betreffende fabriek was in 1943 de enige fabriek in Europa die zwaar water kon produceren. Zwaar water kan als moderator in een kerncentrale worden gebruikt en de geallieerden veronderstelden dat het zwaar water gebruikt werd voor de productie van een Duitse atoombom. Daarom werd al in een vroeg stadium van de oorlog een aanslag op Norsk Hydro gepland. Een aanslag op deze fabriek werd door de Duitsers voor onmogelijk gehouden, maar de Noorse verzetsorganisatie MILORG bewees het tegendeel: zij drong ongemerkt de fabriek binnen, wist binnen te dringen in de condensatiekamer en daar de explosieven op de hoge-concentratiecellen te plaatsen. Na de explosie wist deze SOE-eenheid het gebied op ski's te ontvluchten. Door deze actie was de SOE in staat om de productie van zwaar water twee maanden te vertragen. Om van Duitse kant geen represailles uit te lokken tegen de Noorse bevolking werd een vals bewijsstuk op het fabrieksterrein achtergelaten: een Amerikaanse Tommy gun.
SOE-agenten waren ook betrokken bij de liquidatie van SS-obergruppenführer Reinhard Heydrich in Tsjechoslowakije, Operatie Anthropoid.
De gedropte agenten bezaten vaak kortegolfzenders, waarmee ze via gecodeerde morsecode contact zochten met Londen. Het decoderen gebeurde in Engeland, waar een bericht met behulp van een ingewikkeld decodeersysteem (met de hand) moest worden ontcijferd. Soms gebeurde het dat een SOE-agent een "typefout" maakte tijdens het seinen, met alle gevolgen van dien. Dan moest men in Engeland bijna alle denkbare combinaties uitproberen om een bericht te ontcijferen.
Eén methode die de Duitse inlichtingendienst gebruikte om seinende SOE-agenten te pakken was een speciale detector die een Duitse agent op straat onder zijn kleren kon dragen en die van buitenaf niet te zien was. Was het signaal van de SOE-zender terug te leiden naar een pand, dan werd de stroom vanuit de meterkast lamgelegd. Als de zender in de ether wegviel wisten de Duitsers meteen op welke verdieping werd uitgezonden. Een inval was dan voldoende om de SOE-agent te arresteren. Ook werden SOE-agenten gearresteerd nadat ze door Duitse peilwagens waren uitgepeild. Een aantal van hen werd gedwongen om voor de Duitse bezetter te werken.
In bezet Nederland leidde dit tot het oprollen van een groot netwerk van agenten. Ook de agenten die dachten via een dropping boven Nederland te worden opgewacht door het verzet, vielen zo in handen van de Duitsers, wat veel SOE-agenten het leven kostte. Dit verraad staat bekend als het Englandspiel. Door de Gestapo werden 59 SOE-agenten opgepakt, van wie er 54 zijn omgekomen, voor het grootste deel doodgeschoten in concentratiekamp Mauthausen.
In bezet Frankrijk was de inzet van de SOE bijzonder effectief. Samen met het plaatselijk verzet van de Maquis werden belangrijke sabotage-acties tegen Duitse troepen uitgevoerd, vooral voor, tijdens en na de landingen in Normandië op 6 juni 1944. Zo slaagde men er zelfs in om de beruchte Duitse 2e SS-pantserdivisie, de Waffen-SS-eenheid Das Reich in Frankrijk tegen te houden door carborumdumpoeder te pompen in de smering van de treinwagons waar de tanks op stonden. Dankzij deze sabotagedaad kon de 2. SS-Panzer-Division Das Reich niet op tijd in Normandië zijn om tegen de geallieerden te worden ingezet. Das Reich verbleef op dat ogenblik in de omgeving van Toulouse. Op 7 juni 1944 had generaal-majoor van de Waffen-SS, Heinz Lammerding het bevel gekregen om deze SS-divisie meer dan 600 kilometer te verplaatsen en de aanval in te zetten tegen de geallieerden. Dankzij de SOE en de Maquis werd dit plan gesaboteerd.

## Hoofdkwartier en leiding
Het hoofdkwartier van de SOE was gelegen aan 64 Baker Street in het Londense Marylebone. Een andere belangrijke SOE-basis was Aston House, van waaruit de bewapening en tactisch onderzoek werd gerealiseerd. Het hoofd van N section van de SOE was eerst majoor R.V. Laming, in november 1941 werd hij opgevolgd door majoor Charles Blizard.
In maart 1943 werd kapitein Seymour Bingham de baas en een jaar later werd hij opgevolgd door majoor R.I. Dobson.
| SOE/N-section                                    | Dutch Section (actie)                                | Dutch Section (inlichtingen)                                                                                 |
| ------------------------------------------------ | ---------------------------------------------------- | --- |
| Dick Laming                                      | François van 't Sant                                 | François van 't Sant                                                                                         |
| Charles Blizard nov. 1941 - maart 1943           | R.P.J. Derksema aug. 1941 - juli 1942                | R.P.J. Derksema aug. 1941 - febr. 1942                                                                       |
| Seymour Bingham 11 maart 1943 - 24 februari 1944 | Kolonel de Bruyne juli 1942 - maart 1944             | Kolonel de Bruyne febr. 1942 - mei 1942 Warners mei 1942 - november 1942 H.G. Broekman nov. 1942 - juli 1943 |
| R.I. Dobson 24 februari 1944 - einde             | Generaal-majoor J.W. van Oorschot maart 1944 - einde | Luitenant-kolonel J.M. Somer juli 1943 - einde                                                               |

## Ondersteuning
De SOE had uitgebreide ondersteuningseenheden in Engeland die o.a. zorgden voor de juiste kleding voor de agenten die uitgezonden werden. Deze kleding verkreeg men overigens van vluchtelingen uit bezet Europa. Verkeerde kleding zou immers hun ware (Engelse) identiteit kunnen verraden. Engelse kleding, met Engels geplaatste knopen en knoopsgaten, waren dus uit den boze. Daarom werd er met de grootst mogelijke zorgvuldigheid alles weggewerkt wat de identiteit van de agent kon verraden. Ritssluitingen, knoopsgaten, snit, knopen en zelfs merknamen van ritssluitingen en van de kledingstukken werden op de juiste manier voor dat land – waar de agent moest opereren – aangepast.
Behalve kleding was er ook een speciale afdeling van de SOE actief die zorgde voor valse distributiebonnen, valse identiteitspapieren compleet met de juiste (vervalste) handtekeningen en zelfs werd ervoor gezorgd dat deze documenten met de juiste inktsoort waren ingevuld (een Britse politieman die voor de SOE werkte, was gespecialiseerd in het maken van valse handtekeningen met diverse inktsoorten). Deze vervalsingen waren soms zo goed, dat niemand ze bij controle in bezet gebied als zodanig herkende, zelfs niet de personen wier handtekeningen waren nagemaakt. Leren tassen en handschoenen konden kunstmatig worden verouderd door verouderingsspecialisten van de SOE. Zelfs explosieven in namaak-keutels van kamelen werden tegen de Duitsers ingezet tijdens de woestijnoorlog in Noord-Afrika.
De agenten werden verder getraind in allerlei technieken om hun eigen identiteit niet te verraden. SOE-agenten in opleiding werden - vlak voor uitzending - via "toevallige ontmoetingen" met andere agenten aangezet tot loslippigheid. Dit was nodig om vast te stellen of iemand ook daadwerkelijk volledig zijn mond kon houden over de operaties die men ging uitvoeren in bezet gebied. Eén verkeerd woord kon immers tot arrestatie leiden en de arrestatie van één SOE-agent door de Gestapo, kon het oprollen van een totaal netwerk van agenten tot gevolg hebben. Werd men onverhoopt gepakt, dan had iedere agent de taak om de eerstvolgende 24 uur (of langer) van brute ondervraging de mond te houden. In de tussentijd zou de SOE zijn agenten naar andere plaatsten dirigeren. Na 24 uur was de informatie voor de SD waardeloos geworden. Agenten die uitgezonden moesten worden, werd geleerd om met een parachute te springen. Dit was nodig om in het geheim in bezet gebied te worden afgezet.
De ondersteuningseenheid zorgde ook voor allerlei verpakkingen waarin een radio of ander stuk gereedschap kon worden vervoerd zonder dat dit opviel. Zo werd eens een kunstboom gebruikt (die van binnen hol was) om een radio te vervoeren. De "boomstam" was zo goed bewerkt, dat deze van een echte boomstam niet te onderscheiden was.

## Levensgevaarlijk werk
Dat het leven van een SOE-agent niet zonder gevaar was in bezet gebied illustreert het volgende waargebeurde verhaal: Een Franse SOE-agent werd in het geheim in bezet Frankrijk gedropt en wist naar het eerste het beste café te lopen alwaar hij aan de serveerster "café noir" bestelde. Meteen kreeg de serveerster argwaan, aangezien café noir niet meer voorhanden was. De betreffende agent wist dit niet aangezien hij al een tijdje in Engeland zijn spionnenopleiding kreeg. De serveerster lichtte meteen de Duitse autoriteiten in en dit resulteerde in een arrestatie van de Franse SOE-agent door de Gestapo. Van de 400 SOE-agenten die in het geheim in Frankrijk werden gedropt, kwam een kwart niet terug.

## Stationnummers van de SOE

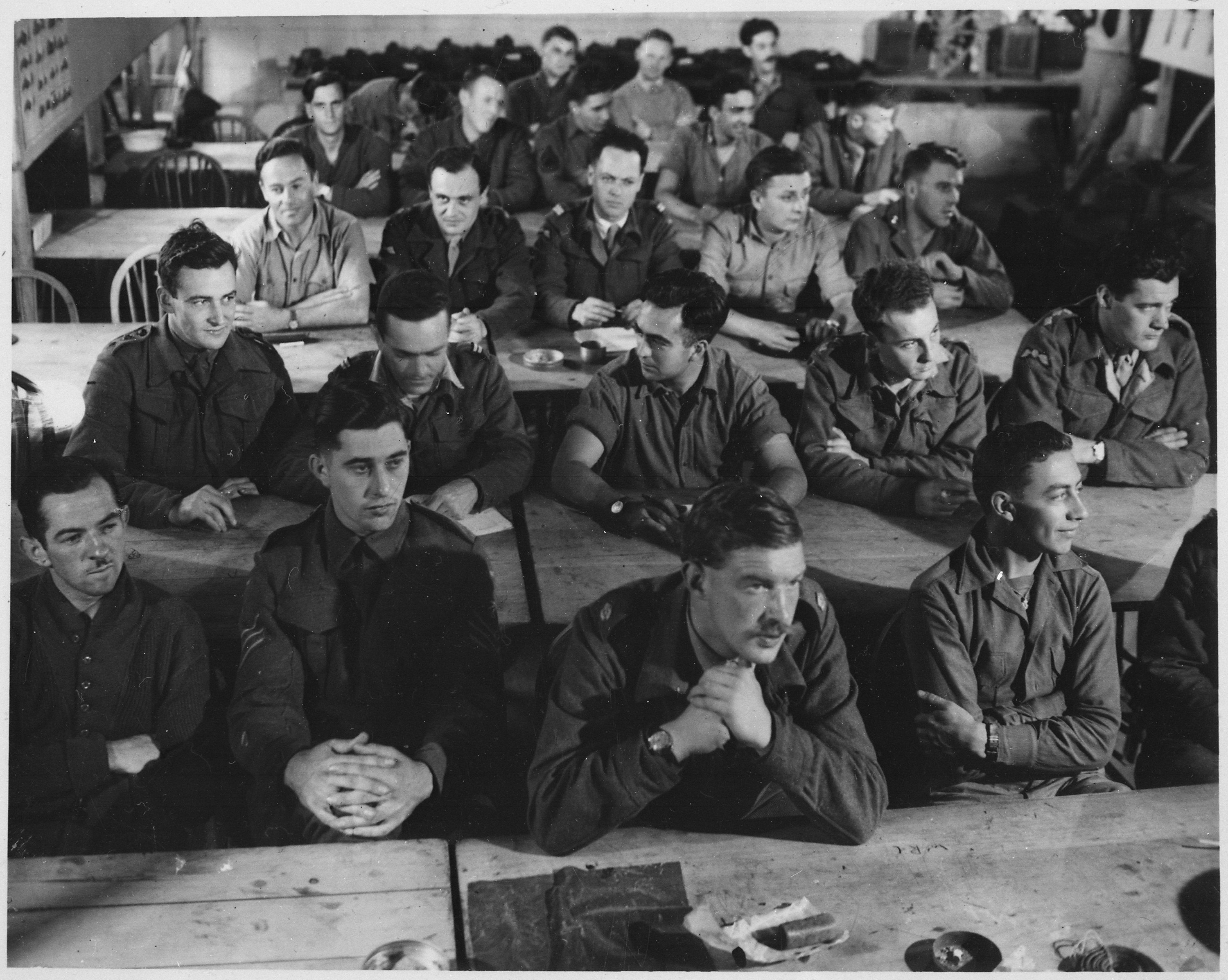
Opleiding in sabotage

De SOE had verschillende stations (bases) die in de meeste gevallen in bepaalde Britse landhuizen werden ondergebracht.
- Station 1 - Brock Hall: Flore, Northamptonshire
- Station 2 - Bellasis, Box Hill Road in Dorking, Surrey: training van Duitse ex-krijgsgevangenen.
- Station VI - Bride Hall: Wapenssectie
- Station VIIA - Bontex Knitting Mill, Beresford Avenue, Wembley: productie draadloze communicatie[10]
- Station IX - The Frythe een landhuis in de buurt van Welwyn Garden City: had een draadloze-communicatieonderzoekseenheid (Special Signals). Later werd dit omgevormd in een wapenontwikkelings- en productie-eenheid, maar later werd dit weer omgevormd in een onderzoeksstation.
- Station X - Bletchley Park: een radio-ontvangststation en later een belangrijk centrum in het kraken van de Duitse codes. De Duitsers gebruikten daarvoor de Enigma (codeermachine). Het radiostation werd later verplaatst naar het Aston House toen Bletchley Park decodeercentrum werd. Bletchley Park heeft een belangrijk aandeel gehad in de overwinning van de geallieerden, dankzij het feit dat er zeer veel Duitse berichten konden worden ontsleuteld en men dus precies op de hoogte was van bepaalde Duitse plannen. Dit was overigens niet nieuw: ook in de Eerste Wereldoorlog werden de Duitse codes gekraakt door een Britse afdeling waar ook Duitsers werkten...
- Station XI - Aston House in de buurt van Stevenage.[11] Een onderzoeksstation
- Station XII- Ook in het Asthon House ondergebracht. Het bevatte het radiostation dat eerst in Bletchley Park aanwezig was.
- Station XIV - Briggens in de buurt van Roydon in Essex. Dit station hield zich bezig met vervalsingen, de Forgery Section.
- Station XV - Thatched Barn in de buurt van Borehamwood, Hertfordshire: In dit station was de Camouflagesectie ondergebracht die zich ook bezighield met het vervaardigen van boobytraps.
- Station XVA - Kensington in Londen: dit station vervaardigde prototypes.
- Station XVB - Natural History Museum in Londen: Een trainingscentrum voor geheim agenten en een Demonstration Room.
- Station XVC - Fotografische afdeling en make-up-sectie.
- Station 17 - Brickendonbury Manor: Een afdeling die zich bezighield met sabotage.
- Station 53a - Grendon Hall in Grendon Underwood, in de buurt van Aylesbury in Buckinghamshire: Station voor de afdeling versleuteling ook wel cryptografie genoemd. Grendon Hall is nu een gevangenis.
- Station 53b - Poundon, Buckinghamshire nabij Bicester: Een radioafluisterstation en zendstation.
- Station 53c - Ook weer in Poundon: Hier werden Amerikaanse troepen getraind in SOE-communicatietechnieken.

De volgende lijst hieronder bevat SOE-stations waarvan het stationnummer onbekend is.
- Station STS61 - Gaynes Hall, bij St. Neots, Cambridgeshire: afdeling voor Noorwegen
- Station (?)[12] - The Firs, Whitchurch nabij Aylesbury: station dat zich bezighield met het testen van explosieven (thuisbasis van MD1).
- Station STS21 - Arisaig House Arisaig, Inverness-shire: finishing school, commandotraining
- Station (?) - Henley-on-Thames: kwartiermakersafdeling
- Station STS54a - Fawley Court, Henley-on-Thames: een SOE-trainingsafdeling, verbindingen (draadloze ‘operators’)

## Agenten van de SOE
- Robert Benoist (1895-1944)
- Denise Bloch (1915-1945)
- Odette Churchill - zie Odette Sansom
- / Yvonne Cormeau (1909-1997)
- Robert Deprez (1921-1944)
- Jozef Gabčík (1912-1942)
- Virginia Hall (1906-1982)
- Knut Haugland (1917-2009)
- Noor Inayat Khan (1914-1944)
- Jan Kubiš (1913-1942)
- Cecily Lefort (1900-1945)
- Patrick Leigh Fermor (1915-2011)
- Eddie Myers (1906-1997)
- Anthony Quayle (1913-1989)
- Haviva Reik (1914-1944)
- Lilian Rolfe (1914-1945)
- Diana Rowden (1915-1944)
- Odette Sansom-Hallowes (1912-1995)
- André Schaepdryver (1920-1945)
- Krystyna Skarbek (1908-1952), ook bekend als Christine Granville
- Einar Skinnarland (1918-2002)
- Violette Szabo (1921-1945)
- Hannah Szenes (1921-1944)
- Emile Tromme (1914-1942)*
- Nancy Wake (1912-2011)
- Jean-Pierre Wimille (1908-1949)
- Pearl Witherington MBE (1914-2008 )

Nederlanders
- / Yolande Beekman (1911-1944)
- Cornelis Eliza van Hulsteijn
- Ernst de Jonge
- Han Jordaan
- Peter Kamphorst
- Barend Klooss
- Meindert Koolstra
- Herman Overes
- Freek Rouwerd
- George Lodewijk Ruseler
- Hendrik Reinder Steeksma
- Pieter van der Wilden

Engelandvaarders
- Aart Alblas (CID/MI-6)
- Albert Baatsen
- Jacob Bakker
- Arie Dirk Bestebreurtje
- Karel Beukema toe Water
- Jan Bockma
- Krijn Buitendijk
- Cornelis Carel Braggaar
- Oscar de Brey
- Hendrik Brinkgreve
- Jo Buizer
- Joseph Bukkens
- Johannes Cornelis Dane
- Gerrit Dessing
- Pieter Dourlein
- Cees Droogleever Fortuyn
- Jan Emmer
- Aat van der Giessen
- Jan de Haas
- Lodo van Hamel (CID/MI-6)
- Gerard John van Hemert
- George Jambroes
- Roel Jongelie
- Jan Christiaan Kist
- Gerrit Kroon
- Arie Johannes de Kruyff
- Pieter Jacob Kwint
- Huub Lauwers
- Humphrey Max Macaré
- Jacobus Martinus van der Meer
- Antoon Berend Mink
- Jan Molenaar
- Arie Mooy
- Hermanus Parlevliet
- Charles Christiaan Pouwels
- Laurens Punt
- Jan Jacob van Rietschoten
- / Carel Ruijsch van Dugteren
- Toon van Steen
- Hendrik Reinder Steeksma
- Thijs Taconis
- Beatrix Terwindt (MI-9)
- Ben Ubbink
- Pleun Verhoef
- Johannes Albertus Walter
- Antonius Johannes Wegner